# Mike Bordin
Mike Bordin, nome completo Michael Andrew Bordin (San Francisco, 27 novembre 1962), è un batterista statunitense di origine italiana.
Soprannominato "Puffy", Bordin suona con l'impostazione "open handed", essendo mancino con le mani e destro per quanto riguarda i piedi.

## Biografia
Ha frequentato la Castro Valley High School, dove ha conosciuto Cliff Burton e il suo amico Jim Martin, formando la prima band, la "EZ Street", prendendo il nome da uno strip club di San Mateo nella Bay Area. Il repertorio degli EZ Street si componeva sia di materiale proprio sia di cover dei Rolling Stones, Led Zeppelin e Black Sabbath.
È il batterista e cofondatore dei Faith No More; è stato batterista di Ozzy Osbourne dal 2001 al 2009 (in seguito venne sostituito da Tommy Clufetos). Nel 1997 suonò assieme a Osbourne in un tour con i Black Sabbath, sostituendo il batterista originario Bill Ward.
Bordin suonò anche dal vivo assieme ai Korn, sostituendo David Silveria che si infortunò. Ha suonato inoltre in Degradation Trip, secondo album solista di Jerry Cantrell, chitarrista degli Alice in Chains.

## Equipaggiamento
Mike Bordin usa:
- batterie Yamaha
- piatti Zildjian
- bacchette Vic Firth
- hardware Yamaha e DW

## Discografia

### Faith No More
- 1985 - We Care a Lot
- 1987 - Introduce Yourself
- 1989 - The Real Thing
- 1992 - Angel Dust
- 1995 - King for a Day... Fool for a Lifetime
- 1997 - Album of the Year
- 2015 - Sol Invictus

### Jerry Cantrell
- 2002 - Degradation Trip

### Ozzy Osbourne
- 2001 - Down to Earth
- 2002 - Live at Budokan
- 2005 - Under Cover
- 2007 - Black Rain